# أنجيلو سودانو
أنجيلو رافاييل سودانو (23 نوفمبر 1927 - 27 مايو 2022) كان رجل دين كاثوليكي إيطالي ومن عام 1991 أصبح كاردينالًا. كان عميد مجمع الكرادلة من عام 2005 إلى عام 2019 وكاردينال أمين سر دولة الفاتيكان من عام 1991 إلى عام 2006، وأول شخص منذ عام 1828 يشغل منصب عميد مجمع الكرادلة ووزير دولة في نفس الوقت.
في 22 يونيو 2006، قبل البابا بنديكتوس السادس عشر استقالة سودانو من منصبه كوزير للدولة، ودخلت حيز التنفيذ في 15 سبتمبر 2006. كان قد خدم في السلك الدبلوماسي للكرسي الرسولي منذ عام 1959، بما في ذلك عقد من الزمان كسفير بابوي في تشيلي من عام 1978 إلى عام 1988. في 21 ديسمبر 2019، وردت أنباء عن أن سودانو قام بحماية رجال الدين المتورطين في الاعتداءات الجنسية في فيلق المسيح. في اليوم نفسه، قبل البابا فرنسيس استقالة سودانو من منصبه عميداً لمجمع الكرادلة.

## سيرته
وُلِد انجيلو سودانو، وهو الثاني من بين ستة أطفال، في 23 نوفمبر 1927 في إيزولا داستي ، بييمونتي، لأبوين هما جيوفاني وديلفينا سودانو. كان والده (1901-1991) نائبًا عن الحزب الديمقراطي المسيحي في البرلمان الإيطالي لثلاث فترات من عام 1948 حتى عام 1963. بعد دراسة الفلسفة واللاهوت في معهد أستي اللاهوتي، رُسم سودانو كاهنًا على يد الأسقف أومبرتو روسي في 23 سبتمبر 1950، ثم قام بعمل رعوي ودرّس اللاهوت العقائدي في معهد أستي اللاهوتي.
درس سودانو في روما، وحصل على درجة الدكتوراه في اللاهوت من الجامعة البابوية الغريغورية ودرجة الدكتوراه في القانون الكنسي من الجامعة البابوية اللاتران. للتحضير لمهنة دبلوماسية، التحق بالأكاديمية الكنسية البابوية في عام 1959. بعد انضمامه إلى الخدمة الدبلوماسية للكرسي الرسولي، شغل منصب السكرتير في البعثات البابوية في أمريكا اللاتينية. في عام 1968 تم تعيينه في مجلس الشؤون العامة للكنيسة في الفاتيكان.

## السفير الرسولي
في 30 نوفمبر 1977، تم تعيينه رئيس أساقفة فخرياً لنوفا سيزاريس لإنه كان يتحدث الإنجليزية والألمانية والإسبانية والفرنسية والإيطالية، ومبعوثًا بابويًا إلى تشيلي، إحدى الدول التي خدم فيها كسكرتير للسفارة البابوية. تم تكريسه في موطنه أستي على يد الكاردينال أنطونيو ساموري في 15 يناير 1978. وصل في وقت صعب، حيث كانت تشيلي على وشك الدخول في حرب مع الأرجنتين بشأن قناة بيغل وكان أوغستو بينوشيه في السلطة. في عام 1980، حاول مع الكاردينال راؤول سيلفا هنريكيز دون جدوى إقناع بينوشيه بالسماح بعودة بعض المنفيين السياسيين، وفي عام 1984 حصل، على حساب نزاع بين الكرسي الرسولي والحكومة العسكرية في تشيلي، على تصريح مرور آمن لأربعة أعضاء من حركة اليسار الثوري، الذين سعوا إلى اللجوء الدبلوماسي في السفارة البابوية، للمغادرة إلى الإكوادور.
في عام 1987، عندما زار البابا يوحنا بولس الثاني تشيلي، رتب سودانو له لقاءً في السفارة البابوية مع زعماء المعارضة لحكومة بينوشيه. في العام التالي، عيّن البابا سودانو أمينًا للعلاقات مع الدول، وهو منصب يعادل منصب وزير الخارجية، وفي الأول من ديسمبر 1990 عينه نائبًا لأمين الدولة، فأصبح كاردينالًا كاهنًا لسانت ماريا نوفا في 28 يونيو 1991.

## وزير الدولة
في 29 يونيو 1991، أصبح سودانو أمين سر دولة الفاتيكان ، خلفًا للكاردينال أغوستينو كاسارولي، الذي تقاعد في 1 ديسمبر 1990. في 10 يناير 1994، عيّن البابا يوحنا بولس الثاني سودانو كاردينالاً أسقفاً لأبرشية ضواحي ألبانو . احتفظ سودانو بعلاقته بكنيسة سانتا ماريا نوفا ليس باعتبارها اسمية بل في إطار الثقة، أي في عهدته أو وصايته.
في 27 ديسمبر 1998، كتب سودانو، بناء على طلب الحكومة الديمقراطية في تشيلي، رسالة رسمية إلى رئيس الوزراء البريطاني توني بلير جاء فيها أن "الحكومة التشيلية تعتبر حرمانها من سلطة محاكمة مواطنيها" من خلال احتجاز بينوشيه في بريطانيا بمثابة انتهاك لسيادتها الإقليمية كأمة. عندما بلغ الخامسة والسبعين من عمره في عام 2002، دعاه البابا يوحنا بولس الثاني إلى البقاء في منصبه وزيراً للخارجية، على الرغم من أن هذا هو سن التقاعد المعتاد لرؤساء الإدارات الرئيسية في الفاتيكان. في 30 نوفمبر 2002، وبعد خمسة وعشرين عامًا بالضبط من تعيينه أسقفًا لأول مرة، تم انتخابه نائبًا لعميد مجمع الكرادلة ، خلفًا للكاردينال جوزيف راتزينجر، الذي أصبح عميدًا. في عام 2003، بصفته مبعوث البابا للاحتفال بالذكرى السنوية الخمسمائة لانتخاب البابا يوليوس الثاني في عصر النهضة ، أشاد به لدفاعه القوي عن الكرسي الرسولي في عصر كان دوره الزمني لا يزال حاسمًا.
شارك سودانو كناخب في المجمع البابوي عام 2005 الذي انتخب البابا بنديكتوس السادس عشر. لم يكن يعتبر بشكل عام مرشحًا محتملًا، على الرغم من أنه حصل على عدد قليل من الأصوات. خلال المجمع، وبما أن الكاردينال راتزينجر، البابا المنتخب، كان عميدًا، فقد مارس سودانو بصفته نائب العميد واجبات العميد، وسأل البابا المنتخب عما إذا كان يقبل انتخابه وما الاسم الذي سيُدعى به. في حفل التنصيب البابوي، قدم سودانو للبابا بنديكتوس السادس عشر خاتم الصياد، وكان من بين أولئك الذين أعلنوا علنًا طاعتهم للبابا الجديد.
إنتهى منصب سودانو كوزير للخارجية بعد وفاة البابا يوحنا بولس الثاني. أعاد بنديكتوس السادس عشر تعيينه في المنصب في 21 أبريل 2005، على الرغم من أنه تجاوز سن التقاعد المعتاد. في 30 أبريل، صادق بنديكت على انتخاب سودانو لمنصب عميد مجمع الكرادلة من قبل أساقفة الكرادلة الضواحي، مضيفًا كما جرت العادة مقر ضاحية أوستيا إلى ألقابه الفخرية.
في 22 يونيو 2006، قبل بنديكت السادس عشر استقالة سودانو من منصبه كوزير للخارجية، اعتبارًا من 15 سبتمبر 2006. في 18 سبتمبر 2012، تم تعيين سودانو من قبل البابا بنديكتوس كأحد آباء المجمع في الجمعية العامة العادية الثالثة عشرة للمجمع الكاثوليكي للأساقفة. عندما استقال البابا بنديكتوس السادس عشر، استدعى سودانو بصفته عميد مجمع الكرادلة الكرادلة إلى المجمع أثناء فترة الكرسي الفارغ، وكان المحتفل الرئيسي بالقداس الذي أقيم بمناسبة اختيار البابا في صباح اليوم الذي افتتح فيه المجمع. لم يكن مؤهلاً للمشاركة في المجمع الذي انتخب البابا فرانسيس. في حفل تنصيب البابا الجديد ، قدم سودانو، بصفته عميد الكلية، خاتم الصياد إلى فرانسيس. في 21 ديسمبر 2019، قبل البابا فرانسيس استقالة سودانو من منصبه كعميد لمجمع الكرادلة، عقب اجتماع عيد الميلاد السنوي للبابا مع مسؤولي الكوريا والذي افتتح بتحية من العميد.

## قضايا الاعتداء الجنسي
كشف وزير الخارجية الأيرلندي السابق ديرموت أهيرن في عام 2018 أن سودانو ضغط عليه في عام 2004 "لتعويض الكنيسة الكاثوليكية ضد الإجراءات القانونية للحصول على تعويضات من ضحايا الاعتداء الجنسي على الأطفال من قبل رجال الدين" في أيرلندا، وهو ما رفضه أهيرن. 
يكتب جيسون بيري أن سودانو، بصفته سكرتير دولة البابا يوحنا بولس الثاني، "ضغط على الكاردينال جوزيف راتزينجر ، رئيس مجمع العقيدة والإيمان آنذاك والذي أصبح البابا بنديكت السادس عشر، لوقف التحقيقات في قضيتين سيئتي السمعة تتعلقان بالاعتداء الجنسي"، قضية هانز هيرمان جروير وقضية مارسيال ماسيل. في خطابه بصفته عميد مجمع الكرادلة للبابا بنديكت السادس عشر في عيد الفصح عام 2010، قال سودانو له: "إن شعب الله معك ولا يسمح لنفسه بالتأثر بالثرثرة التافهة في اللحظة، وبالمحن التي تهاجم أحيانًا مجتمع المؤمنين". قد فسر ضحايا الاعتداءات الجنسية من قِبَل رجال الدين ملاحظة "الثرثرة التافهة" على أنها إشارة غير مناسبة تمامًا لشكاواهم.
في 8 مايو 2010، نشرت وكالة الأنباء الكاثوليكية النمساوية كاثبريس تصريحات أدلى بها الكاردينال كريستوف شونبورن، في ما كان من المفترض أن تكون محادثة خاصة مع محرري الصحف. وانتقد الكاردينال النمساوي تعليق سودانو بشأن "النميمة التافهة" وأشار إلى أن سودانو منع تصرفات الكاردينال راتسينغر آنذاك، الذي كان يشغل منصب رئيس مجمع العقيدة والإيمان، وكان ينوي التحقيق في الاتهامات الموجهة إلى سلف شونبورن الكاردينال هانز هيرمان جروير.أضاف شونبورن: "لقد ولت أيام التستر. لفترة طويلة، تم تفسير مبدأ المغفرة الذي تتبناه الكنيسة بشكل خاطئ وكان لصالح المسؤولين وليس الضحايا".
سودانو هو واحد من العديد من الأساقفة والكرادلة الكاثوليك الذين اتُهموا في رسالة في أغسطس 2018 من قبل السفير الرسولي السابق لدى رئيس أساقفة الولايات المتحدة كارلو ماريا فيغانو بالفشل في التصرف بشأن تقارير عن سوء السلوك الجنسي من قبل الكاردينال السابق ثيودور مكاريك . وفقًا لفيجانو، حاول أسلافه في منصب السفير البابوي تحذير الكرسي الرسولي بشأن ماكاريك، لكن ماكاريك كان محميًا من الانضباط من قبل سلسلة من وزراء الخارجية، بما في ذلك سودانو.في 21 ديسمبر 2019، حددت جماعة فيلق المسيح 33 من كهنتها و71 من طلابها اللاهوتيين بتهمة الاعتداء الجنسي على 175 طفلاً لعقود من الزمن، وحددت سودانو باعتباره زعيم الجهود الرامية إلى التستر على تقارير الاعتداء عندما كان يشغل منصب وزير الخارجية. اتُهم سودانو بالسعي إلى إبرام صفقة لدفن وثائق تفصّل الانتهاكات. ثلث حالات الاعتداء الجنسي التي اتُهم سودانو بالتستر عليها كانت تتعلق بمؤسس جماعة فيلق المسيح والقس المفترس سيئ السمعة مارسيال ماسييل. في اليوم نفسه، قبل البابا فرانسيس استقالة سودانو من منصبه كعميد مجمع الكرادلة. لم يقدم مكتب الصحافة التابع للكرسي الرسولي أي سبب لاستقالته.

## وفاته
توفي سودانو بسبب مضاعفات كوفيد-19 والالتهاب الرئوي في 27 مايو 2022، عن عمر يناهز 94 عامًا  وأشاد البابا فرنسيس بسودانو، قائلاً: "أتذكر عمله الدؤوب إلى جانب العديد من أسلافي، الذين عهدوا إليه بمسؤوليات مهمة في دبلوماسية الفاتيكان، حتى المنصب الدقيق لوزير الخارجية. وفي الكوريا الرومانية، قام بمهمته بتفانٍ مثالي. لقد تمكنت أنا أيضًا من الاستفادة من مواهبه العقلية والقلبية، وخاصة عندما مارس منصب عميد مجمع الكرادلة. في كل مهمة، أظهر نفسه كرجل كنسي منضبط، وراعي محب، مدفوعًا برغبة في نشر خميرة الإنجيل في كل مكان". بناءً على رغبته، تم دفن سودانو في سرداب الكاتدرائية في أستي.

## الجوائز
نال جائزة فيتورينو كولومبو الدولية، 2004.